# Irmgard Sellnow
Irmgard Sellnow (geborene Seeberger; * 9. Februar 1922 in Hamburg; † 2010) war eine deutsche Ethnologin.

## Leben
Irmgard Seeberger besuchte die Volksschule und machte anschließend eine Lehre als Bankkauffrau. Bis 1946 war sie in diesem Beruf tätig. Sie besuchte 1946/47 die Arbeiter-und-Bauern-Fakultät in Dresden und trat 1947 in die SED ein. Noch im selben Jahr begann sie mit einem Studium der Gesellschaftswissenschaften und der Ethnographie an der Universität Dresden. 1950 schloss sie als Diplom-Gesellschaftswissenschaftler ab und wurde wissenschaftliche Assistentin am Julius-Lips-Institut der Universität Leipzig. 1951 heiratete Irmgard Seeberger den Rechtshistoriker Werner Sellnow und siedelte nach Berlin über, wo sie am Institut für Völkerkunde der Humboldt-Universität zu Berlin zu arbeiten begann. Dort war sie von 1952 bis 1955 planmäßige wissenschaftliche Aspirantin. Im November 1956 wurde Sellnow promoviert, Gutachter waren der Prähistoriker Karl-Heinz Otto, der Volkskundler Wolfgang Steinitz und der sowjetische Ethnograph Sergei Alexandrowitsch Tokarew. Die Dissertation trug den Titel Grundprinzipien einer Periodisierung der Urgeschichte. Unter besonderer Berücksichtigung der Auflösungsperiode der Urgemeinschaftsordnung, dargestellt an ethnographischen Beispielen, publiziert 1961. Ab 1958 war sie zunächst wissenschaftliche Assistentin, dann Leiterin der Afrika-Abteilung des Instituts für Geschichte der Deutschen Akademie der Wissenschaften (DAW). Feldforschungen führten Sellnow 1965/66 nach Ghana. 1965 wurde sie stellvertretende Direktorin des Instituts für Orientforschung an der DAW. Nach dessen Auflösung im Zuge der Akademiereform 1969 war sie seit 1970 in gleicher Funktion am neu gegründeten Zentralinstitut für Alte Geschichte und Archäologie der Akademie der Wissenschaften der DDR tätig. 1969 wurde sie auch zur Professorin an der Akademie ernannt. Ab 1978 war sie Mitglied und Schatzmeisterin des Exekutivkomitees der International Union for Anthropological and Ethnological Science der UNESCO. 1982 wurde Sellnow emeritiert.
Sellnow war nach der Akademiereform an vielen Großprojekten, nicht selten in führender Funktion, beteiligt. So leitete sie das ambitionierte Großprojekt Weltgeschichte bis zur Herausbildung des Feudalismus und war gemeinsam mit Joachim Herrmann Leiterin des Projektes Produktivkräfte und Gesellschaftsformationen in vorkapitalistischer Zeit. 1974 wurde sie mit dem Vaterländischen Verdienstorden in Bronze ausgezeichnet.

## Schriften (Auswahl)
- Grundprinzipien einer Periodisierung der Urgeschichte. Ein Beitrag auf Grundlage ethnographischen Materials, Akademie-Verlag, Berlin 1961 (Völkerkundliche Forschungen, Bd. 4)
- Tradition und nichtkapitalistischer Entwicklungsweg in Afrika. Probleme der Überwindung vorkapitalistischer gesellschaftlicher Verhältnisse in Basis und Überbau, DVW, Berlin 1971
- mit Joachim Herrmann (Hrsg.): Die Rolle der Volksmassen in der Geschichte der vorkapitalistischen Gesellschaftsformationen. Zum XIV. Internationalen Historiker-Kongress in San Francisco 1975. Akademie-Verlag, Berlin 1975 (Veröffentlichungen des Zentralinstituts für Alte Geschichte und Archäologie der Akademie der Wissenschaften der DDR, Bd. 7)
- Weltgeschichte bis zur Herausbildung des Feudalismus. Ein Abriss (Leitung), Akademie-Verlag, Berlin 1977 (Veröffentlichungen des Zentralinstituts für Alte Geschichte und Archäologie der Akademie der Wissenschaften der DDR, Bd. 5)
- mit Joachim Herrmann (Hrsg.): Produktivkräfte und Gesellschaftsformationen in vorkapitalistischer Zeit. Akademie-Verlag, Berlin 1982 (Veröffentlichungen des Zentralinstituts für Alte Geschichte und Archäologie der Akademie der Wissenschaften der DDR, Bd. 12)